# 大槻知明
大槻 知明（おおつき ともあき）は、日本の工学者、慶應義塾大学教授、工学博士。専門分野は、無線通信、光通信、センサ＆アドホックネットワーク、情報理論、符号理論。

## 人物紹介
埼玉県立川越高等学校を経て、1990年（平成2年）慶應義塾大学理工学部電気工学科卒業、1992年（平成4年）同大学大学院修士課程理工学研究科電気工学科専攻修了、1994年（平成6年）同大学大学院博士課程理工学研究科電気工学科専攻修了、工学博士。慶應義塾大学理工学部情報工学科教授。